# سینگل‌ثرد
سینگل‌ثِـرِد (انگلیسی: SingleThread) مزرعه، مهانسرا و رستورانی سه ستاره در شهر هلدزبرگ در شهرستان سونوما، کالیفرنیا است که در سال ۲۰۱۶ بنیان نهاده شد. منوی شام دارای ۱۱ وعده غذا است، با گزینه‌های گیاه‌خواری، ماهی‌خواری، و همه‌چیزخواری و غذاهایی که هر شب تغییر می‌کنند. وبگاه ایتر سینگل‌ثِـرِد را زیباترین رستوران سال ۲۰۱۶ و طراحی داخلی آن برندهٔ جایزه بنیاد جیمز بیرد ۲۰۱۷ شد. سان فرانسیسکو کرونیکل به آن ۴ ستاره داد. شرکت تهیه‌کننده فهرست ۵۰ رستوران برتر جهان سینگل‌ثِـرِد را «رستوران تحت نظر» نامید.